# Diferencia de dos cuadrados

Demostración gráfica de la fórmula:

En matemáticas, la diferencia de dos cuadrados es el resultado de restar un número al cuadrado (es decir, multiplicado por sí mismo), de otro número al cuadrado. Toda diferencia de cuadrados se puede factorizar de acuerdo con la identidad
{\displaystyle a^{2}-b^{2}=(a+b)(a-b)}
que forma parte del álgebra elemental.
De forma abreviada, esta identidad se suele recordar con la expresión: Producto de suma por diferencia, igual a diferencia de cuadrados.

## Demostración
La demostración de la identidad de factorización es sencilla. A partir del lado izquierdo de la ecuación, se aplica la propiedad distributiva para obtener
{\displaystyle (a+b)(a-b)=a^{2}+ba-ab-b^{2}}
Por conmutatividad, los dos términos del centro del lado derecho se cancelan:
{\displaystyle ba-ab=0}
quedando
{\displaystyle (a+b)(a-b)=a^{2}-b^{2}}
La identidad resultante es una de las más utilizadas en matemáticas. Entre muchos usos, da una prueba simple de la desigualdad de las medias aritmética y geométrica en dos variables.
La prueba es válida en cualquier anillo conmutativo.
Por el contrario, si esta identidad se cumple en un anillo R para todos los pares de elementos a y b, entonces R es conmutativo. Para ver esto, basta aplicar la ley distributiva al lado derecho de la ecuación, lo que permite obtener
{\displaystyle a^{2}+ba-ab-b^{2}}.
Para que esto sea igual a {\displaystyle a^{2}-b^{2}}, se debe tener que
{\displaystyle ba-ab=0}
para todos los pares a, b, por lo que R es conmutativa.

## Demostraciones geométricas
La diferencia de dos cuadrados también se puede ilustrar geométricamente como la diferencia de dos áreas cuadradas en un plano. En el diagrama, la parte sombreada representa la diferencia entre las áreas de los dos cuadrados, es decir, {\displaystyle a^{2}-b^{2}}. El área de la parte sombreada se puede encontrar sumando las áreas de los dos rectángulos; {\displaystyle a(a-b)+b(a-b)}, que se puede factorizar a {\displaystyle (a+b)(a-b)}. Por lo tanto, {\displaystyle a^{2}-b^{2}=(a+b)(a-b)}.
Otra prueba geométrica se desarrolla de la siguiente manera: se comienza con la figura que se muestra en el primer diagrama a continuación, un cuadrado grande al que se le quita un cuadrado más pequeño. El lado de todo el cuadrado es a, y el lado del pequeño cuadrado eliminado es b. El área de la región sombreada es {\displaystyle a^{2}-b^{2}}. Se hace un corte, dividiendo la región en dos piezas rectangulares, como se muestra en el segundo diagrama. La pieza más grande, en la parte superior, tiene un ancho a y una altura a-b. La pieza más pequeña, en la parte inferior, tiene un ancho a-b y una altura b. Ahora la pieza más pequeña se puede separar, rotar y colocar a la derecha de la pieza más grande. En esta nueva disposición, que se muestra en el último diagrama a continuación, las dos piezas juntas forman un rectángulo, cuyo ancho es {\displaystyle a+b} y cuya altura es {\displaystyle a-b}. El área de este rectángulo es {\displaystyle (a+b)(a-b)}. Dado que este rectángulo proviene de reorganizar la figura original, debe tener la misma área que la figura original. Por lo tanto, {\displaystyle a^{2}-b^{2}=(a+b)(a-b)}.

## Usos

### Factorización de polinomios y simplificación de expresiones
La fórmula para la diferencia de dos cuadrados se puede utilizar para factorizar polinomios que contengan el cuadrado de una primera cantidad menos el cuadrado de una segunda cantidad. Por ejemplo, el polinomio {\displaystyle x^{4}-1} se puede factorizar de la siguiente manera:
{\displaystyle x^{4}-1=(x^{2}+1)(x^{2}-1)=(x^{2}+1)(x+1)(x-1)}
Como segundo ejemplo, los dos primeros términos de {\displaystyle x^{2}-y^{2}+x-y} se pueden factorizar como {\displaystyle (x+y)(x-y)}, por lo que se tiene que:
{\displaystyle x^{2}-y^{2}+x-y=(x+y)(x-y)+x-y=(x-y)(x+y+1)}
Además, esta fórmula también se puede utilizar para simplificar expresiones como:
{\displaystyle (a+b)^{2}-(a-b)^{2}=(a+b+a-b)(a+b-a+b)=(2a)(2b)=4ab}

### Caso de número complejo: suma de dos cuadrados
La diferencia de dos cuadrados se usa para encontrar los factores lineales de la suma de dos cuadrados, usando los coeficientes de un número complejo.
Por ejemplo, las raíces complejas de {\displaystyle z^{2}+4} se pueden encontrar usando la diferencia de dos cuadrados:
{\displaystyle z^{2}+4}
{\displaystyle =z^{2}-4i^{2}} (desde {\displaystyle i^{2}=-1})
{\displaystyle =z^{2}-(2i)^{2}}
{\displaystyle =(z+2i)(z-2i)}
Por lo tanto, los factores lineales son {\displaystyle (z+2i)} y {\displaystyle (z-2i)}.
Dado que los dos factores encontrados por este método son conjugados, se puede usar esta propiedad a la inversa como un método para multiplicar un número complejo para obtener un número real. Esto se usa para obtener denominadores reales en fracciones complejas.

### Racionalizando denominadores
La diferencia de dos cuadrados también se puede utilizar para la racionalización de fraciones que contengan números irracionales. Este es un método empleado para eliminar raíces de algunas expresiones (o al menos, independizarlas), aplicándose a la división por algunas combinaciones que involucran la presencia de una raíz cuadrada.
Por ejemplo:
El denominador de {\displaystyle {\dfrac {5}{{\sqrt {3}}+4}}} se puede racionalizar de la siguiente manera:
{\displaystyle {\dfrac {5}{{\sqrt {3}}+4}}}
{\displaystyle ={\dfrac {5}{{\sqrt {3}}+4}}\times {\dfrac {{\sqrt {3}}-4}{{\sqrt {3}}-4}}}
{\displaystyle ={\dfrac {5({\sqrt {3}}-4)}{({\sqrt {3}}+4)({\sqrt {3}}-4)}}}
{\displaystyle ={\dfrac {5({\sqrt {3}}-4)}{{\sqrt {3}}^{2}-4^{2}}}}
{\displaystyle ={\dfrac {5({\sqrt {3}}-4)}{3-16}}}
{\displaystyle =-{\dfrac {5({\sqrt {3}}-4)}{13}}.}
Aquí, el denominador irracional {\displaystyle {\sqrt {3}}+4} se ha racionalizado a {\displaystyle 13}.

### Aritmética mental
La diferencia de dos cuadrados también se puede utilizar como un atajo aritmético. Si se multiplican dos números (cuyo promedio es un número que se eleva fácilmente al cuadrado), la diferencia de dos cuadrados se puede usar para obtener el producto de los dos números originales.
Por ejemplo:
{\displaystyle 27\times 33=(30-3)(30+3)}
Usando la diferencia de dos cuadrados, {\displaystyle 27\times 33} se puede reformular como
{\displaystyle a^{2}-b^{2}} que es {\displaystyle 30^{2}-3^{2}=891}.

### Diferencia de dos cuadrados perfectos consecutivos
La diferencia de dos cuadrados perfectos consecutivos es la suma de los dos bases n y n+1. Esto se puede ver de la siguiente manera:
{\displaystyle {\begin{array}{lcl}(n+1)^{2}-n^{2}&=&((n+1)+n)((n+1)-n)\\&=&2n+1\end{array}}}
Por lo tanto, la diferencia de dos cuadrados perfectos consecutivos es un número impar. De manera similar, la diferencia de dos cuadrados perfectos arbitrarios se calcula de la siguiente manera:
{\displaystyle {\begin{array}{lcl}(n+k)^{2}-n^{2}&=&((n+k)+n)((n+k)-n)\\&=&k(2n+k)\end{array}}}
Por lo tanto, la diferencia de dos cuadrados perfectos pares es múltiplo de 4 y la diferencia de dos cuadrados perfectos impares es múltiplo de 8.

### Factorización de enteros
Varios algoritmos en teoría de números y criptografía usan diferencias de cuadrados para encontrar factores de números enteros y detectar números compuestos. Un ejemplo sencillo es el método de factorización de Fermat, que considera la secuencia de números {\displaystyle x_{i}:=a_{i}^{2}-N}, para {\displaystyle a_{i}:=\left\lceil {\sqrt {N}}\right\rceil +i}. Si uno de los {\displaystyle x_{i}} es igual a un cuadrado perfecto {\displaystyle b^{2}}, entonces {\displaystyle N=a_{i}^{2}-b^{2}=(a_{i}+b)(a_{i}-b)} es una factorización (potencialmente no trivial) de {\displaystyle N}.
Este truco se puede generalizar de la siguiente manera. Si {\displaystyle a^{2}\equiv b^{2}} mod {\displaystyle N} y {\displaystyle a\not \equiv \pm b} mod {\displaystyle N}, entonces {\displaystyle N} es compuesto con factores no triviales {\displaystyle \gcd(a-b,N)} y {\displaystyle \gcd(a+b,N)}. Esto forma la base de varios algoritmos de factorización (como la criba cuadrática) y se puede combinar con el test de primalidad de Fermat para dar el test de primalidad de Miller-Rabin más fuerte.

## Generalizaciones

Los vectores a (púrpura), b (cian) y a + b (azul) se muestran con flechas

La identidad también se mantiene en un espacio prehilbertiano sobre el cuerpo de los números reales, como para el producto escalar de vectores:
{\displaystyle {\mathbf {a} }\cdot {\mathbf {a} }-{\mathbf {b} }\cdot {\mathbf {b} }=({\mathbf {a} }+{\mathbf {b} })\cdot ({\mathbf {a} }-{\mathbf {b} })}
La demostración es idéntica. Para el caso especial de que a y b tengan normas iguales (lo que significa que los productos escalares por sí mismos de ambos vectores son iguales entre sí), esto demuestra analíticamente el hecho de que las dos diagonales de un rombo son perpendiculares entre sí. Esto se sigue de que el lado izquierdo de la ecuación es igual a cero, lo que requiere que el lado derecho también sea igual a cero, por lo que la suma vectorial de a + b (la diagonal larga del rombo) multiplicada escalarmente por la diferencia vectorial a - b (la diagonal corta del rombo) debe ser igual a cero, lo que indica que las diagonales son perpendiculares entre sí.

### Diferencia de dos potencias enésimas

Prueba visual de las diferencias entre dos cuadrados y dos cubos

Si a y b son dos elementos de un anillo conmutativo R, entonces {\displaystyle a^{n}-b^{n}=\left(a-b\right)\left(\sum _{k=0}^{n-1}a^{n-1-k}b^{k}\right)}.

## Historia
Históricamente, los babilonios usaban la diferencia de dos cuadrados para calcular multiplicaciones.
Por ejemplo:
93 x 87 = 90² - 3² = 8091
64x56 = 60² - 4² = 3584